# ADPF 186
Обвинение в незачитане на фундаментални норми № 186 – ADPF 186 (на португалски: Arguição de descumprimento de preceito fundamental nº 186, ADPF 186) със съдия-докладчик Рикардо Левандовски е дело от практиката на Върховния федерален съд на Бразилия, с решението си по което Върховният федерален съд постановява с пълно единодушие, че расовите квоти в бразилските висши училища не противоречат на Конституцията на Федеративна република Бразилия.
Делото е образувано през 2009 г., след като Бразилската демократическа партия (DEM) подава петиция пред съда срещу Университета на Бразилия, който запазва двадесет процента от свободните места за афробразилци, бразилци със смесен произходи и индианци. DEM оспорва расовата квота в университета като противоречаща на чл. 5 от Конституцията на Бразилия, който гарантира равни права на всички бразилски граждани, независимо от расовите им различия.
Делото се разглежда от пълен състав на съда, чието решение по въпроса е взето с единодушие на 26 април 2012 г. В обоснованото си становище Върховният съд отхвърля иска на DEM, изтъквайки, че расовите квоти са най-добрият метод за преодоляване на расовата дискриминация, който метод никога не е бил оспорван от отмяната на робството в Бразилия през 1888 г. Според становището на съда расовите квоти в бразилските университети са най-доброто средство в краткосрочен план за запълване на расовата пропаст, която съществува в областта на висшето образование. Тази расова пропаст е един от основните социални проблеми в бразилското общетво, като се има предвид, че масата от бразилците с африкански и смесен произход живеят във фавели и получават заплащане, чийто размер е само малка част от размера на заплатите, които получават представителите на европеидната раса в страната.
Решението на Върховния федерлане съд за расовите квоти подготвя приемането на Закона за социалните квоти, подписан от президента Русев на 29 август 2012 г. Законът задължава всички федерални университети в страната в срок от 4 години да осигурят половината от приема си за студенти, идващи от обществените училища. Законът предвижда университетската квота за студенти от маргинализираното население да е пропорционална на процента, което това население представлява от населението на щата, в който се намира даденият университет. С решението на Върховния федерален съд и последвалия го Закон за социалните квоти Бразилия прави решаваща крачка към изпълнението на ангажиментите си, поети пред ЮНЕСКО с подписването на Конвенцията за борба срещу дискриминацията в областта на образованието от 1960 г.